# HD 89998
HD 89998 är en ensam stjärna belägen i den norra delen av stjärnbilden Seglet och som också har Bayer-beteckningen r Velorum. Den har en skenbar magnitud av ca 4,82 och är svagt synlig för blotta ögat där ljusföroreningar ej förekommer. Baserat på parallax enligt Gaia Data Release 2 på ca 15,9 mas, beräknas den befinna sig på ett avstånd på ca 205 ljusår (ca 63 parsek) från solen. Den rör sig bort från solen med en heliocentrisk radialhastighet på ca 21 km/s, och befann sig inom 140 ljusår från jorden för ca 1,552 miljoner år sedan.

## Egenskaper
HD 89998 är en orange till gul jättestjärna av spektralklass K1 III. Den har en radie, som baserad på en vinkeldiameter, efter korrigering för randfördunkling, på ca 1,72 ± 0,02 mas, är ca 12 solradier och har ca 54 gånger solens utstrålning av energi från dess fotosfär vid en effektiv temperatur av ca 4 800 K.